# 宮沢芽瑠
宮沢 芽瑠（みやざわ める、1983年1月17日 - ）は、大阪府出身のタレント、元レースクイーン。

## 人物・来歴
- 15歳の頃から大阪でモデル・タレント活動を開始。当時はイエローキャブウエストに所属していたが、2006年にK-pointに移籍。翌年（2007年）「第2回sabraブロガール選手権」に出場。
- 2007年11月17日に一般の男性と入籍。翌年（2008年）2月17日に挙式、披露宴を挙げた。その後K-pointを退所しフリーで活動していたが、現在はタレント活動を行っていない。
- 趣味：ドライブ、ダーツ
- 特技：ピアノ、剣道（初段）、かかと落とし
- 好きな色：白、黒、ピンク

## 主な活動

### レースクイーン
- 2005年：SUPER GT「梁山泊 TEAM TAKAMIZAWA ADVAN GT3」
- 2006年：スーパー耐久「TEAM UEMATSU GAL」
- 2007年：スーパー耐久「EXEDY with シーケンシャルガール」

### テレビ出演
- ファミりん（関西テレビ）
- あん!（毎日放送）
- ラブウイング（三重テレビ、岐阜放送）
- MAXハニー（奈良テレビ）
- オリラジ恋の野生王国（ヨシモトファンダンゴTV）

### その他
- カルビー「さやえんどう」（雑誌広告）